# Theronia maskeliyae
Theronia maskeliyae är en stekelart som beskrevs av Cameron 1905. Theronia maskeliyae ingår i släktet Theronia och familjen brokparasitsteklar.

## Underarter
Arten delas in i följande underarter:
- T. m. schmiedeknechti
- T. m. flavifemorata